# Czysta Dębina-Kolonia
Czysta Dębina-Kolonia – wieś w Polsce położona w województwie lubelskim, w powiecie krasnostawskim, w gminie Gorzków.
W latach 1975–1998 miejscowość administracyjnie należała do województwa zamojskiego.
Wieś stanowi sołectwo gminy Gorzków. Według Narodowego Spisu Powszechnego (III 2011 r.) wieś 110 liczyła  mieszkańców.
We wsi znajduje się zabytkowa kapliczka z roku 1907. Wybudowano ją na pamiątkę powstania wsi w roku 1905. Powstała ona jako kolejna część wsi Czysta Dębina, stąd w nazwie słowo „kolonia”.
Wieś uległa dużym zniszczeniom po II wojnie światowej. Dokonały tego oddziały UB, walcząc z antykomunistyczną partyzantką. Spalono wówczas 45 budynków mieszkalnych. Zginęło wówczas troje ludzi. Kilka dni wcześniej oddział „Podkowy” walcząc z oddziałem UB zranił i zastrzelił kilku żołnierzy. 25 maja 1945 roku dwa oddziały (UB i inny niezidentyfikowany oddział) zaatakowali bezbronnych mieszkańców wsi Czysta Dębina-Kolonia w akcie odwetu.
Wierni Kościoła rzymskokatolickiego należą do parafii św. Stanisława Biskupa i Męczennika w Gorzkowie.